# Bagrus
Bagrus è un genere di pesci gatto appartenente alla famiglia Bagridae. Si tratta di pesci relativamente grandi che vivono in ambienti d'acqua dolce in Africa, ad eccezione del poco conosciuto B. tucumanus che vive in America Latina, ma che probabilmente è un sinonimo di Luciopimelodus pati.

## Tassonomia
Il nome Bagrus per la nomenclatura binomiale fu inizialmente proposto da Louis-Augustin Bosc d'Antic nel 1806 per indicare Bagrus bajad e le specie molto simili ad esso; già nel 1809, tuttavia, Étienne Geoffroy Saint-Hilaire aveva classificato B. bajad in un genere a parte, Porcus, che però fu successivamente disconosciuto dal Codice internazionale di nomenclatura zoologica.

## Specie
Attualmente, 11 specie appartengono al genere Bagrus:
- Bagrus bajad (Forsskål, 1775) (Bayad)
- Bagrus caeruleus T. R. Roberts & D. J. Stewart, 1976
- Bagrus degeni Boulenger, 1906
- Bagrus docmak (Forsskål, 1775) (Semutundu)
- Bagrus filamentosus Pellegrin, 1924
- Bagrus lubosicus Lönnberg, 1924
- Bagrus meridionalis Günther, 1894 (Kampango, Kampoyo)
- Bagrus orientalis Boulenger, 1902
- Bagrus tucumanus Burmeister, 1861
- Bagrus ubangensis Boulenger, 1902
- Bagrus urostigma Vinciguerra, 1895 (pesce gatto della Somalia)

È stato rinvenuto nel 2007, nell'emirato di Abu Dhabi, il fossile di un pesce probabilmente appartenente al genere Bagrus e vissuto nel tardo Miocene, circa 7 milioni di anni fa: esso è stato chiamato Bagrus shuwaiensis Forey & Young, 1999 ma tuttora non è chiaro se si trattasse di un pesce di un altro genere della famiglia Bagridae, o addirittura appartenente alla famiglia Claroteidae.